# Мордвиновы
Мордвиновы — русский дворянский род столбового дворянства и (с 1834 года) графский род.
Есть три ветви Мордвиновых:
1. Потомство Ждана Мордвинова, взятого в аманаты в 1546 году (Герб. Часть I, № 85). Сюда принадлежат и графы Мордвиновы (Герб. Часть XI. № 10).
2. Потомки Ратмана Мордвинова (ум. до 1624) (Герб. Часть XIX. № 7).
3. Потомки Ивана Григорьевича Мордвинова, землемера в Алатыре (1781-1790) (в гербовник не внесены)[1].

Ждан Мордвинов, с двумя меньшими братьями, взят был в аманаты от мордвы (1546) и получил поместье в Копорье. Рудак Булатов Мордвинов упоминается в службе (1546). Тимофей Семёнович за службу в войне с Польшей (1654-1656) пожалован поместьем.
Род внесён в II, V и VI части родословных книг Московской, Курской, Новгородской, Санкт-Петербургской, Ярославской губерний.

## Графы Мордвиновы
Император Николай I высочайшим указом (25 июня 1834), за долговременные и важные Отечеству услуги, адмирала Николая Семёновича Мордвинова возвёл в графское Российской империи достоинство с нисходящими от него потомством и (17 апреля 1836) ему пожалована грамота на сие достоинство.

#### Известные представители
- Николай Семёнович (1754—1845) — адмирал, граф (с 1834), русский государственный деятель. Его именем названа родовая усадьба Мордвиново.
- Александр Николаевич (1799/1800—1858) — граф, известный художник-любитель.
- Мордвинов Александр Александрович старший (1843—1891) — граф, шталмейстер Высочайшего Двора и предводитель дворянства СПб. губернии (1888—1890).
- Мордвинов Александр Александрович младший (1887—1950) — граф, крупный ялтинский домовладелец и благотворитель, владелец имения «Хорошая пустошь».

Род внесён в VI часть родословных книг Казанской, Пензенской, Самарской, Тамбовской и Тульской губерний.

## Описание гербов

#### Герб Мордвиновых 1785 г.
В Гербовнике Анисима Титовича Князева 1785 года имеется изображение печати с гербом инженер-генерал-поручика (1774), инженер-генерала Михаила Ивановича Мордвинова (1725-1782): в серебряном поле щита, имеющего овальную форму, изображены серые знаки, из которых средний, с двумя завитками, напоминает тамги некоторых кочевых племён (Мордвиновы мордовского происхождения) (тамга на печати сходна с тамгой Баранья голова на монетах и над чеканках великих князей рязанских). Щит увенчан коронованным дворянским шлемом, без шейного клейнода. Нашлемник: три страусовых пера. Намёт: отсутствует. Щитодержатель: восстающий лев, с высунутым языком и поднятым хвостом. С левой стороны щита военная арматура в виде знамён, пушек. Вокруг щита орденская лента с орденским крестом.

#### Герб. Часть I. № 85.
Герб Мордвиновых: в щите, имеющем серебряное поле, изображены крестообразно две сабли, острием вниз обращённые и под ними ловчая труба. Щит увенчан обыкновенным дворянским шлемом с дворянской на нём короной. Намёт на щит серебряный, подложен голубым и красным. Щитодержатели:  с правой стороны белая лошадь, а с левой в латы одетый воин в шлеме, имеющий в руке копьё. Герб рода Мордвиновых внесен в Часть 1 Общего гербовника дворянских родов Всероссийской империи, стр. 85.

#### Герб. Часть XIX. № 7.
Герб Мордвиновых Тамбовской ветви: в голубом щите накрест две серебряные сабли с золотыми рукоятками и темляками. Над щитом дворянский коронованный шлем. Нашлемник: пять страусовых перьев - среднее и крайние - голубые, второе и четвёртое серебряные. Намёт: голубой с серебром. Щитодержатели: справа золотой лев с красными глазами и языком, слева рыцарь в серебряных латах с красными перьями на шлеме, держащий в левой руке чёрное с золотом остриём копьё. Девиз: <<ЗА ЦАРЯ>> серебряными буквами на голубой ленте.

#### Герб. Часть XI. № 10.о

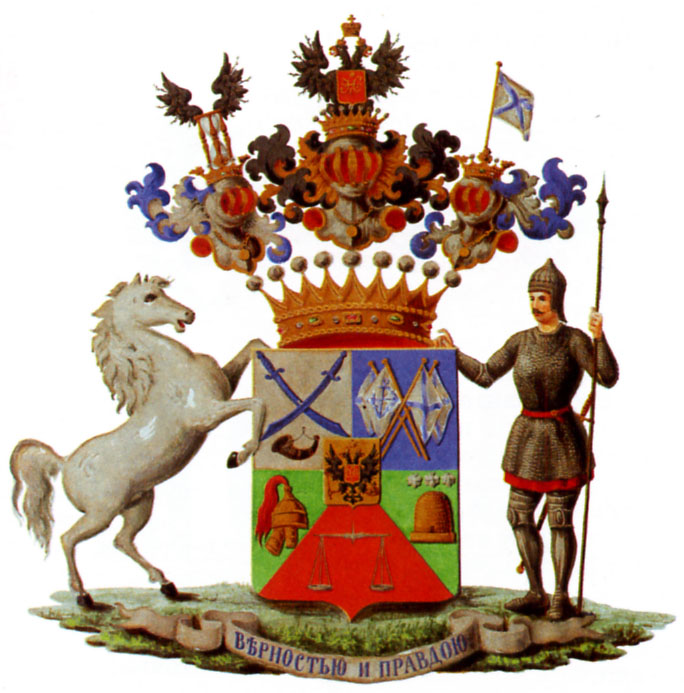
Герб графа Мордвинова

Герб графов Мордвиновых: щит полурассечен-пересечен. В среднем, золотом щите, Императорский орел, имеющий на груди червленый с золотою каймою щит, с золотым же вензелевым изображением имени Императора Николая I. В первой, серебряной части, щита, два лазоревые, на крест положенные и опрокинутые выгнутые меча, сопровождаемые в оконечности чёрным с золотыми украшениями охотничьим рогом. Во второй, лазоревой части, четыре на крест положенные серебряные флага, первый с двумя лазоревыми якорями накрест, прочие с такими же Андреевскими крестами, все с золотыми древками. Третья часть разделена острием. В первом, зелёном поле, золотой, с червленым хвостом, шишак, влево. Во втором, зелёном поле, золотой улей, сопровождаемый в главе части тремя серебряными пчелами. В третьем, червленом поле, серебряные весы.
Щит увенчан графскою короною с тремя графскими шлемами, на среднем — графская же корона. Нашлемник: возникающий императорский орел, имеющий на груди червленый с золотою каймою щит, с таким же вензелевым изображением имени Императора Николая I. Второй и третий шлемы с дворянскими коронами. Второй нашлемник — серебряные песочные часы, с золотою подставкою, украшенные двумя черными орлиными крыльями. Третий нашлемник — серебряный с лазоревым Андреевским крестом флаг, с золотым древком. Намёты: средний — чёрный, с золотом, крайние — лазоревые, с серебром. Щитодержатели: серебряный конь с червлёными глазами и языком и чёрными копытами, и в серебряных латах воин, держащий в левой руке копье. Девиз: «Верностью и правдою», лазоревыми буквами, на серебряной ленте. Герб графа Мордвинова внесен в Часть 11 Общего гербовника дворянских родов Всероссийской империи, стр. 10.

## Известные представители
- Мордвинов Ратман — помещик в Шацком уезде.
- Мордвинов Иван Муратович — дворянин Бежецкой пятины, убит поляками под Смоленском (1634).
- Мордвиновы: Фёдор, Степан, Михаил и Семён Меньшовы — дворяне московские (1692).
- Мордвинов Филипп Тимофеевич — стряпчий (1682), стольник (1686).
- Мордвинов Иван Тимофеевич — московский дворянин (1692), погиб при взятии Нарвы (19 ноября 1700)[6][1].
- Мордвинов Семён Иванович (1701—1777) — адмирал, написал несколько трудов по морскому делу, мореходной астрономии и др. (отец графа Николая Семёновича Мордвинова).
- Мордвинов, Михаил Иванович (1730—1782), инженер-генерал-поручик
- Мордвинов Николай Михайлович (1768—1844) — генерал-майор
- Александр Николаевич (1792—1869), управляющий делами III отделения Собственной Е. И. В. Канцелярии, статс-секретарь и сенатор.
- Семён Александрович (1825—1900) — член Государственного совета.
- Дмитрий Михайлович (1773—1848) — генерал-майор, тайный советник, сенатор.
- Владимир Михайлович (1775—1819) — генерал-майор, герой сражения при Прейсиш-Эйлау.
- Александра Михайловна (1769—1809) ∞ Н. Н. Муравьёв, генерал-майор, основатель Школы колонновожатых Н. Н. Муравьёв-Карсский и М. Н. Муравьёв-Виленский
- Семён Иванович (1701—1777) — русский адмирал[1][2].
- Мордвинова, Марья Павловна  (1846—1882) — российский медик и поэтесса; участница Русско-турецкой войны 1877—1878 гг.